# Holinergični ligand
Reč holini se odnosi na razne kvaternarne amonijum soli koje sadrže N,N,N-trimetiletanolamonijum katjon. One su prisutne u mnogim tkivima. Holin je primarna komponenta neurotransmitera acetilholina i deluje sa inozitolom kao osnovni sastojak lecitina. On sprečava formiranje naslaga masti u jetri i posreduje kretanje masti u ćelijama. Bogati izvori holina su jetra, bubrezi, mozak, pšenične klice, pivarski kvasac, i žumance jaja.
U neurološkom pogledu holinergični se tipično odnosi na acetilholin. Za parasimpatički nervni sistem, koji skoro ekskluzivno koristi acetilholin za slanje poruka, se kaže da je holinergički. Neuromuskularne veze, preganglioni neuroni simpatičkog nervnog sistema, bazalni prednji mozak, i moždano stablo su isto tako holinergički. Receptori za merokrine znojne žlezde holinergični jer se acetilholin oslobađa iz postganglionih simpatetičkih neurona.